# Christopher Pettiet
Christopher Lee Pettiet (12 de fevereiro de 1976 – 12 de abril de 2000) foi um ator americano de televisão e cinema mais conhecido por seu papel como Jesse James na série de TV Western The Young Riders e como Zach Crandell no filme de comédia cult Don't Tell Mom the Babysitter's Dead (1991).

## Carreira
Pettiet começou sua carreira como ator infantil fazendo aparições em séries de televisão como Star Trek: The Next Generation, L.A. Law, Empty Nest, e Doogie Howser, M.D. Ele interpretou o irmão do meio no filme de comédia de 1991, Don't Tell Mom the Babysitter's Dead. Também em 1991, Pettiet apareceu no filme de sucesso Point Break ao lado dos atores Patrick Swayze e Keanu Reeves, e no mesmo ano juntou-se à última temporada de The Young Riders como uma versão adolescente de Jesse James.
A maior parte de sua carreira subsequente foi em episódios de televisão e filmes independentes, incluindo Boys e Carried Away, ambos lançados em 1996. Ele teve um breve papel recorrente na primeira temporada de MTV's Undressed. A última aparição de Pettiet foi em um episódio de 1999 de Judging Amy.

## Morte
Pettiet morreu de overdose acidental de drogas em 12 de abril de 2000, em Los Angeles, aos 24 anos. Seu relatório de autópsia listou que o provável efeito combinado de cocaína, propoxifeno e diazepam causou sua morte. Sua autópsia também atribuiu sua morte a "provável cardiomiopatia", mas foi apenas uma condição contribuinte e não uma causa imediata. Ele foi cremado e suas cinzas foram espalhadas no mar perto de Topanga Canyon Road, em Santa Mônica, Califórnia. Após sua morte, seu treinador de atuação, Kevin McDermott, fundou um fundo de bolsas em seu nome para ajudar jovens atores a frequentarem o Center Stage LA, onde ele havia treinado.

## Filmografia

### Cinema
| Ano  | Título                               | Personagem                                    | Notas          |
| ---- | ------------------------------------ | --------------------------------------------- | -------------- |
| 1991 | Don't Tell Mom the Babysitter's Dead | Zach Crandell                                 |                |
| 1991 | Point Break                          | Garoto de 15 anos na loja de pranchas de surf |                |
| 1992 | Sandman                              | Jesse                                         | Curta-metragem |
| 1993 | The Goodbye Bird                     | Francis 'Frank' Phillips                      |                |
| 1994 | Horses and Champions                 | Joe                                           |                |
| 1994 | Relentless IV: Ashes to Ashes        | Cory Dietz                                    |                |
| 1996 | Boys                                 | Jon Heinz                                     |                |
| 1996 | Carried Away                         | Robert Henson                                 |                |
| 1997 | Against the Law                      | Tommy                                         |                |

### Televisão
| Ano       | Título                         | Personagem              | Notas                                   |
| --------- | ------------------------------ | ----------------------- | --------------------------------------- |
| 1990      | An Enemy of the People         | Morton Stockman         | Telefilme                               |
| 1990      | Star Trek: The Next Generation | Garoto                  | Episódio: "The High Ground"             |
| 1990      | Doogie Howser, M.D.            | Gregory Pelzman         | Episódio: "Revenge of the Teenage Dead" |
| 1990      | The Dreamer of Oz              | Frank Jr. (adolescente) | Telefilme                               |
| 1991      | Fatal Exposure                 | Drew                    | Telefilme                               |
| 1991      | L.A. Law                       | Corey Walker            | Episódio: "On the Toad Again"           |
| 1991      | Empty Nest                     | Harry 'Little Harry'    | Episódio: "The Way We Are"              |
| 1991      | My Life and Times              | Michael Miller          | Episódio: "The Collapse of '98"         |
| 1991–1992 | The Young Riders               | Jesse James             | 21 episódios                            |
| 1992      | Danger Island                  | Brian                   | Telefilme                               |
| 1992      | Baywatch Hawaii                | 'Castor'                | Episódio: "Tequila Bay"                 |
| 1993      | seaQuest DSV                   | Zachery Thomas          | Episódio: "Brothers and Sisters"        |
| 1995      | Picket Fences                  | Michael Hynes           | Episódio: "The Song of Rome"            |
| 1997      | Touched by an Angel            | Luke Brewer             | Episódio: "Crisis of Faith"             |
| 1998      | Chicago Hope                   | Kevin Dicker            | Episódio: "Viagra-Vated Assault"        |
| 1999      | Undressed                      | Dean                    | 6 episódios                             |
| 1999      | Judging Amy                    | Paul Dexter             | Episódio: "Impartial Bias"              |

## Prêmios e indicações
| Ano  | Associações         | Categoria                                              | Nomeações                                                         | Resultado | Ref.  |
| ---- | ------------------- | ------------------------------------------------------ | ----------------------------------------------------------------- | --------- | ----- |
| 1991 | Young Artist Awards | Melhor Ator Jovem Convidado em Série de Televisão      | Doogie Howser, M.D.                                               | Venceu    | [ 3 ] |
| 1992 | Young Artist Awards | Excelente Elenco de Jovens em um Filme                 | Don't Tell Mom the Babysitter's Dead (compartilhado com o elenco) | Indicados | [ 4 ] |
| 1992 | Young Artist Awards | Melhor Ator Jovem Co-estrelando uma Série de Televisão | The Young Riders                                                  | Indicado  | [ 4 ] |